# علی‌اکبر معتضدی
علی‌اکبر معتضدی سیاست‌مدار ایرانی بود، (زاده ۱۳۰۴ در هرسین است) چکه در دوره بیست و چهارم مجلس شورای ملی به عنوان نماینده هرسین از استان کرمانشاه در مجلس شورای ملی حضور داشت.